# マリヤナ・リビチッチ
マリヤナ・リビチッチ（Marijana Ribičić、1979年2月21日 - ）はクロアチアの元女子バレーボール選手。現役時代のポジションはオポジット。元クロアチア代表。

## 来歴
- クラブチーム

ヴコヴァル出身。2000年、ŽOK Rijekaへ入団。2000/01シーズンのリーグで準優勝を果たした。2001年、ŽOK Enna Vukovarへ移籍。2002/03シーズンはギリシャリーグのEnosi Vyronaでプレーした。2003/04シーズンはフランスリーグのLa Rochette Volleyでプレーし、リーグで準優勝、フランスカップで3位となった。2005/06シーズンはルーマニアリーグのCSU Galațiでプレーした。2007/08シーズンから2年間はクロアチアのŽOK Osijekで活躍した。2010/11シーズンをもって現役を引退した。
- 代表チーム

1995年、シニアのクロアチア代表に初選出され、同年の欧州選手権でデビュー。同年11月のワールドカップに出場した。1997年、欧州選手権で銀メダルを獲得した。1998年、世界選手権に出場した。1999年、ワールドカップではレギュラーとして活躍した。2000年、シドニー五輪に出場した。

## 球歴
- オリンピック - 2000年
- 世界選手権 - 1998年
- ワールドカップ - 1995年、1999年

## 所属クラブ
- ŽOK Rijeka（2000-2001年）
- ŽOK Enna Vukovar（2001-2002年）
- Enosi Vyrona（2002-2003年）
- La Rochette Volley（2003-2005年）
- CSU Galați（2005-2006年）
- ŽOK Osijek（2007-2009年）
- Hainaut Volley（2009-2011年）